# Papiermühle

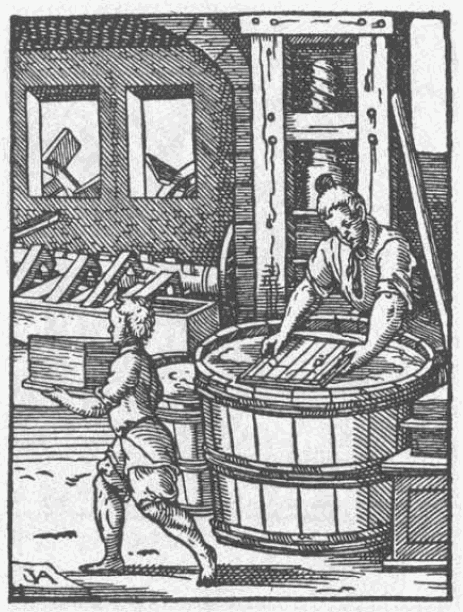
Papiermühle mit Papiermacher beim Schöpfen aus der Bütte

Eine Papiermühle ist ein gewerblicher Betrieb zur Herstellung von Papier, bei der im Allgemeinen Lumpen zu Brei geschlagen werden.

## Geschichte

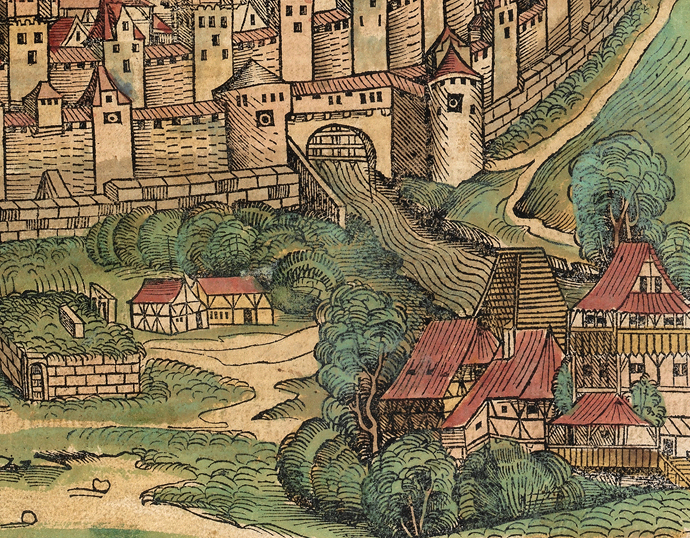
Die wiedererrichtete Hadermühle Stromers auf der Nürnberger Stadtansicht von 1493 außerhalb der Stadtmauern.

Über arabische Händler gelangte im 13. Jahrhundert Papier nach Italien. In der Folge bildete sich in der Mitte dieses Jahrhunderts im mittelitalienischen Fabriano das erste europäische Papiermacherzentrum heraus. Von dort gingen wichtige Verbesserungen für die Papierherstellung aus, wie beispielsweise das wasserradgetriebene Stampfwerk für den Rohstoff, die Papierleimung auf tierischer Rohstoffbasis und die Erfindung des Schöpfsiebes aus Metalldraht.
Die erste Papiermühle (Papiermacherwerkstatt) im deutschen Sprachraum wurde 1390 von dem Nürnberger Handelsherrn Ulman Stromer (1329–1407) in Betrieb genommen. Er hatte 1389/90 eine alte Kornmühle, die Gleismühl an der Pegnitz bei Nürnberg, zu einer Papiermühle umbauen lassen, die mit Wasserradantrieb arbeitete. Als Holzschnitt findet sie sich auf einer Darstellung der Stadt Nürnberg in Hartmann Schedels Weltchronik von 1493. Heute existieren verschiedene Orte und Straßen des Namens Papiermühle.

## Funktionsweise und Prinzip
Das Prinzip der Papierherstellung in Mitteleuropa beruht seit dem Hochmittelalter darauf, dass der Papiermacher mit Schöpfrahmensieben dünne Schichten aus dünnflüssigem Papierbrei aus der Bütte absiebte und diese anschließend gepresst, geleimt und getrocknet wurden.
Bis Mitte des 19. Jahrhunderts bildeten in Europa Hadern aus Leinen, Hanf oder Baumwolle – zusammen mit Spinnerei- und Seilereiabfällen – den einzig verfügbaren Faserrohstoff bei der Papierherstellung, bei der sogenanntes Hadernpapier entstand. Die Hadern 
sammelten oder kauften umherziehende Lumpensammler als fahrendes Volk bei der Bevölkerung auf und veräußerten sie an Papiermühlen. Dort wurden die Hadern in Wasser eingeweicht, damit sie faulten. Anschließend wurden die Hadern von einem vom Mühlrad angetriebenen Stampfgeschirr mechanisch zerkleinert und in einzelne Fasern zerlegt, woraus der Faserbrei zum Schöpfen entstand. Die geschöpften Papierstücke wurden stapelweise in einer Presse vorgetrocknet und danach als Einzelblätter in gut durchlüfteten Räumen der Papiermühle zum Trocknen auf Leinen aufgehängt.

## Probleme für Mensch und Natur
Papiermühlen lagen wegen des Gestanks und Lärms im Mittelalter außerhalb der Stadtmauern. Die Papierherstellung mit Lumpen stellte eine große Belastung für die Umwelt dar, da durch das Waschen der Lumpen sehr viel Schmutzwasser anfiel, das in die Gewässer zurückgeleitet wurde. Auch nicht selten erlitten die Arbeiter durch den Umgang mit den Rohstoffen der Papierherstellung gesundheitliche Schäden.

## Schauanlagen, Museen

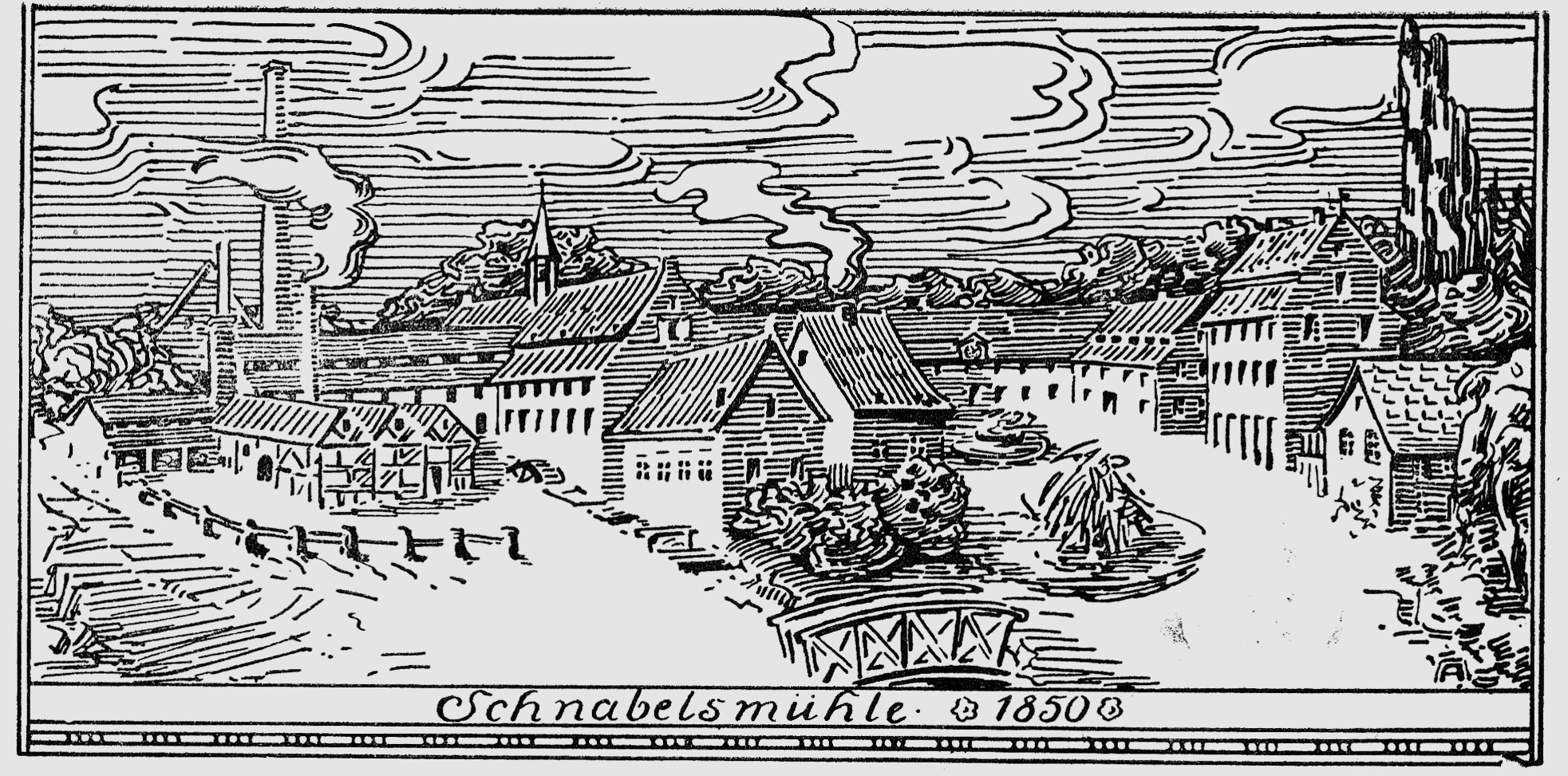
Die Schnabelsmühle von Zanders Papierfabrik, Holzstich um 1850

- Papiermuseum Alte Dombach in Bergisch Gladbach
- Stiftung Zanders
- Basler Papiermühle
- Papiermühle Homburg (Markt Triefenstein)
- Papiermühle Plöger (Schieder-Schwalenberg)
- Papiermühle Niederzwönitz (Niederzwönitz)
- Papiermühle Mörzinger (Bad Großpertholz, Niederösterreich)
- Papiermühle Velké Losiny in Tschechien
- Papiermuseum in Duszniki-Zdrój (Duszniki-Zdrój/Bad Reinerz) in Polen
- Schauanlage Neumann-Mühle (Kirnitzschtal/Sächsische Schweiz)
- Museo della Carta, im Valle delle Cartiere, Toscolano Maderno, Italien
- Museo della Carta e della Filigrana (Papier- und Filigran-Museum), Fabriano, Region Marken/Italien